# Let's Start Here
Let's Start Here. è il quinto album in studio del rapper statunitense Lil Yachty, pubblicato il 27 gennaio 2023 tramite Motown e Quality Control Music.
L'album è stato definito come un punto di svolta nella carriera del rapper, che con Let's Start Here ha capovolto l'opinione pubblica relativa alla sua musica in meglio.

## Tracce
1. the BLACK seminole. – 6:51 (Miles Parks McCollum, Jake Portrait, Justin Raisen, Jeremiah Raisen, Patrick Wimberly)
2. the ride- – 3:10 (Miles Parks McCollum, Justin Raisen, Jeremiah Raisen, Patrick Wimberly, Aaron Thomas, Jack Latham, Miles Robinson)
3. running out of time – 4:29 (Miles Parks McCollum, Justin Raisen, Jeremiah Raisen, Patrick Wimberly, Mica Tenenbaum, Matthew Lewin)
4. pRETTy – 2:42 (Miles Parks McCollum, Justin Raisen, Jeremiah Raisen, Patrick Wimberly, Jack Latham, Brittany Fousheé)
5. :(failure(: – 2:47 (Miles Parks McCollum, Jake Portrait, Alexander Giannascoli, MacBriare Samuel Lanyon DeMarco, Nick Hakim)
6. THE zone~ – 4:09 (Miles Parks McCollum, Jake Portrait, Jeremiah Raisen, Patrick Wimberly)
7. WE SAW THE SUN! – 5:31 (Miles Parks McCollum, Jake Portrait, Jeremiah Raisen, Patrick Wimberly, Anthony Clemons Jr.)
8. drive ME crazy! – 3:49 (Miles Parks McCollum, Patrick Wimberly, Jeremiah Raisen, MacBriare Samuel Lanyon DeMarco, Ben Goldwasser, Dylan Ismael Teixeira, Rue, Teo Lucas Halm)
9. IVE OFFICIALLY LOST ViSiON!!!! – 5:22 (Miles Parks McCollum, Jake Portrait, Patrick Wimberly, Jeremiah Raisen, Rue)
10. sAy sOMETHINg – 3:32 (Miles Parks McCollum, Justin Raisen, Patrick Wimberly, Jeremiah Raisen, Jack Latham)
11. paint THE sky – 3:05 (Miles Parks McCollum, Justin Raisen, Patrick Wimberly, Jeremiah Raisen, Daystar Shemuel Shua Peterson)
12. sHouLd i B? – 2:48 (Miles Parks McCollum, Justin Raisen, Patrick Wimberly, Jeremiah Raisen, Jake Portrait,)
13. The Alchemist. – 2:56 (Miles Parks McCollum, Jake Portrait, Patrick Wimberly, Jeremiah Raisen, Brittany Fousheé)
14. REACH THE SUNSHINE. – 5:58 (Miles Parks McCollum, Jake Portrait, Justin Raisen, Patrick Wimberly, Nick Hakim, Jeremiah Raisen, Anthony Paul Lopez, Daniel Caesar, Joe Kennedy)

## Formazione
Musicisti
- Lil Yachty – voce
- Diana Gordon – voce (tracce 1, 8 e 9)
- Miles Robinson – programmazione (tracce 1-3, 8 e 9)
- Teezo Touchdown – voce (traccia 2)
- Justine Skye – voce (tracce 3 e 6)
- Gent Memishi – programmazione (tracce 4 e 10)
- Fousheé – voce (tracce 4 e 13)
- Khaya "Baby K" Cohen – cori (traccia 6)
- Ant Clemons – voce (traccia 7)
- Benjamin Goldwasser – tastiere (traccia 8)
- Gillian Rivers – archi, direzione orchestrale (tracce 8, 10 e 14)
- Jake Portrait – programmazione (traccia 9)
- Ainjel Emme – programmazione (traccia 10)
- Justin Raisen – cori (traccia 14)
- Daniel Caesar – voce (traccia 14)
- Nick Hakim – voce (traccia 14)

Produzione
- Lil Yachty – produzione (eccetto tracce 5 e 6), produzione esecutiva
- sadpony – produzione (eccetto traccia 5), registrazione (tracce 2 e 10), produzione esecutiva
- Patrick Wimberly – produzione (eccetto traccia 5), registrazione (tracce 5 e 11), produzione esecutiva
- Jake Portrait – produzione (tracce 1, 5-7, 9, 13 e 14), registrazione (tracce 5, 7, 9, 12 e 13)
- Justin Raisen – produzione (tracce 1-4, 7, 10-12, 14), registrazione (tracce 3, 7, 11, 12 e 14)
- Jam City – produzione (tracce 1, 3 e 10)
- Magdalena Bay – produzione (traccia 3)
- Teo – produzione (traccia 8)
- Miles Robinson – produzione aggiuntiva (traccia 6), registrazione (eccetto tracce 1 e 4)
- Khaya "Baby K" Cohen – produzione aggiuntiva (traccia 6)
- Anthony Lopez – produzione aggiuntiva (traccia 11), registrazione (tracce 1, 10 e 14)
- Nick Hakim – produzione aggiuntiva (traccia 14)
- Gent Memishi – registrazione (tracce 3, 4, 10-13)
- Ainjel Emme – registrazione (traccia 10)
- Tom Elmhirst – missaggio
- Adam Hong – missaggio (tracce 1-10), assistenza al missaggio (traccia 11)
- Matt Scatchell – missaggio (traccia 11)
- Greg Calbi – mastering
- Steve Fallone – mastering
- Jon Rafman – copertina